# NGC 3695
NGC 3695 (również NGC 3698, PGC 35389 lub UGC 6490) – galaktyka spiralna z poprzeczką (SBbc), znajdująca się w gwiazdozbiorze Wielkiej Niedźwiedzicy. Na zdjęciach tej galaktyki widoczne są dwa jądra, tak więc najprawdopodobniej jest ona w trakcie kolizji z inną galaktyką spiralną.
Odkrył ją Robert Ball 31 marca 1867 roku. 18 marca 1876 roku obserwował ją John Dreyer, jednak błędnie zidentyfikował obiekt opisany przez Balla i w rezultacie uznał, że odkrył nowy obiekt. Dreyer skatalogował obserwację Balla jako NGC 3695, a swoją jako NGC 3698.